# Champéry
Champéry ist eine politische Gemeinde und eine Burgergemeinde des Bezirks Monthey im französischsprachigen Teil des Kantons Wallis in der Schweiz am Ende des Val d’Illiez.

## Geographie
Der Urlaubsort im Wallis liegt auf 1050 m ü. M. am Fuss der Dents du Midi und der Dents Blanches im Herzen des Skigebietes Portes du Soleil.
Am Westende des Val d’Illiez liegt der Col de Bretolet auf 1923 m ü. M. Hier befindet sich seit 1958 eine Beringungsstation der Schweizerische Vogelwarte Sempach.

## Geschichte
Champéry ist einer der ältesten Touristenorte der Schweiz. Mit der Eröffnung des Hotels Dents du Midi im Jahre 1857 nahm der Tourismus hier seinen Anfang. 1864 konnten die Feriengäste erstmals die in eine senkrechte Felswand gehauene Galerie Défago begehen und auf das gegenüberliegende Dorf Champéry blicken.
1939 erstellte die Société de téléphérique Champéry–Planachaux die erste, 18 Personen fassende Seilbahn in Champéry. Sie fuhr vom oberen Dorfrand zur Alp Planachaux, 750 m über dem Dorf. 1987 wurde die Bahn durch eine moderne Grossgondelbahn ersetzt. 1991 wurde die 1909 eröffnete Eisenbahnlinie Aigle–Ollon–Monthey–Champéry bis zur Talstation der neuen Gondelbahn verlängert. Seither steigt man hier ebenerdig direkt um in die grosse Luftseilbahn-Kabine, die nun zum oberhalb der Alp Planachaux gelegenen Croix de Culet hochfährt.
Im Zweiten Weltkrieg beherbergte Marguerite Constantin, geborene Marclay, in ihrem Haus in Champéry zwei Gruppen von je sieben Juden, die im September und Oktober 1942 aus dem deutsch besetzten Frankreich in die Schweiz geflüchtet waren und half ihnen bei der Weiterreise ins Landesinnere.
Zwischen 1963 und 1987 verkehrte zusätzlich eine Zweier-Gondelbahn vom Dorf aus auf die Alp Planachaux. 1964 wurde das französisch-schweizerische Skigebiet Portes du Soleil gegründet.

## Tourismus heute

### Winter
Champéry hat über 100 km Skipiste mit 1 Kabinenseilbahn, 14 Sessel- und 26 Schlepplifte nach Planachaux und Pointe-des-Mosettes, Pauvre-Conche und Grand-Conche. Champéry ist Teil des grenzüberschreitenden Skigebietes Portes du Soleil, das ca. 650 km Skipisten mit nur einem Skipass bietet. Von Champéry/Planachaux führt der Pas de Chavanette zur französischen Skistation Avoriaz.

### Sommer
Das Gebiet Portes du Soleil ist im Sommer bei Wanderern und Mountainbike-Fahrern gleichermassen beliebt.

## Bevölkerung
| Bevölkerungsentwicklung | Bevölkerungsentwicklung | Bevölkerungsentwicklung | Bevölkerungsentwicklung | Bevölkerungsentwicklung | Bevölkerungsentwicklung | Bevölkerungsentwicklung | Bevölkerungsentwicklung | Bevölkerungsentwicklung | Bevölkerungsentwicklung | Bevölkerungsentwicklung |
| ----------------------- | ----------------------- | ----------------------- | ----------------------- | ----------------------- | ----------------------- | ----------------------- | ----------------------- | ----------------------- | ----------------------- | ----------------------- |
| Jahr                    | 1798                    | 1850                    | 1860                    | 1900                    | 1950                    | 2000                    | 2010                    | 2012                    | 2014                    | 2016                    |
| Einwohner               | 405                     | 619                     | 503                     | 704                     | 861                     | 1107                    | 1276                    | 1252                    | 1284                    | 1324                    |

## Persönlichkeiten
- Frank Schaeffer (* 1952 in Champéry), US-amerikanischer Autor, Drehbuchautor, Filmregisseur, Maler und Redner

## Sehenswürdigkeiten

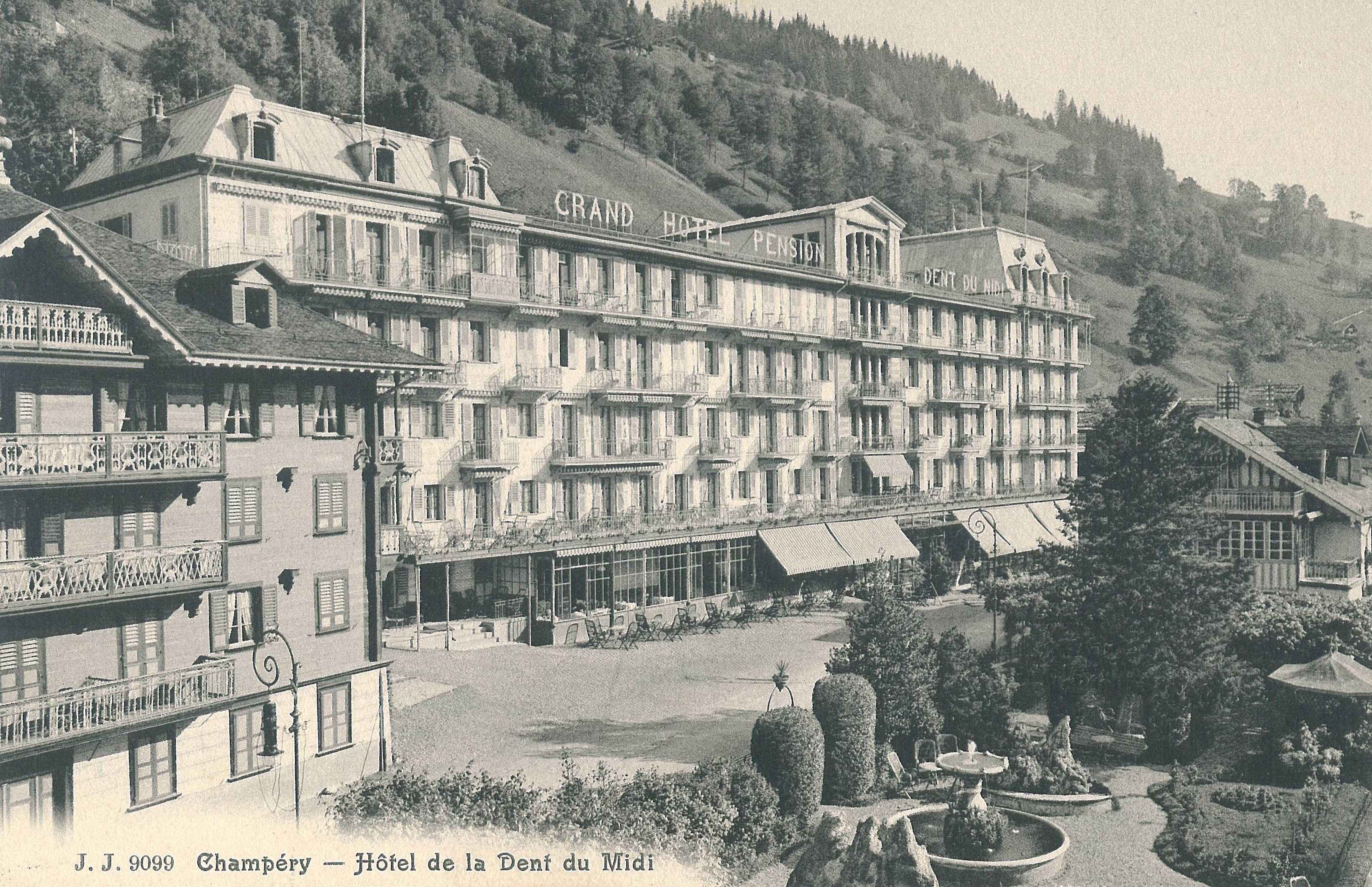
Hotel Dents du Midi
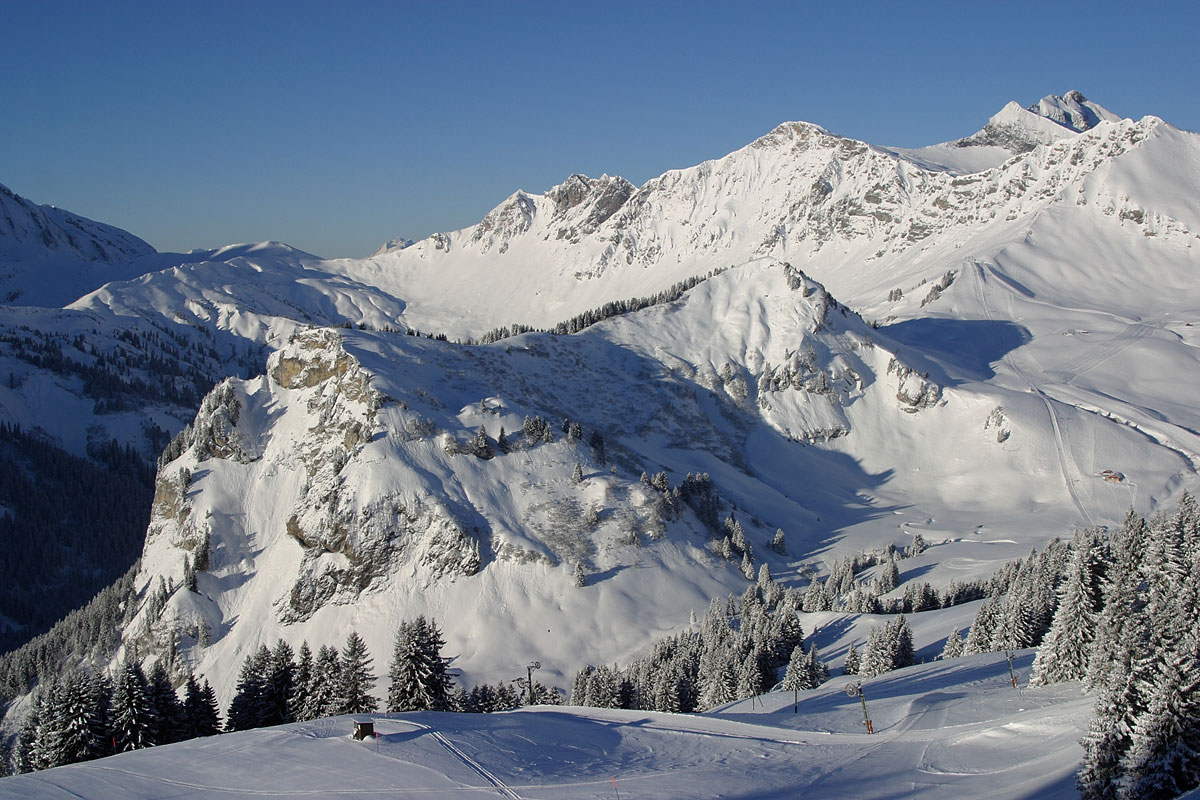
Skigebiet ob Champéry
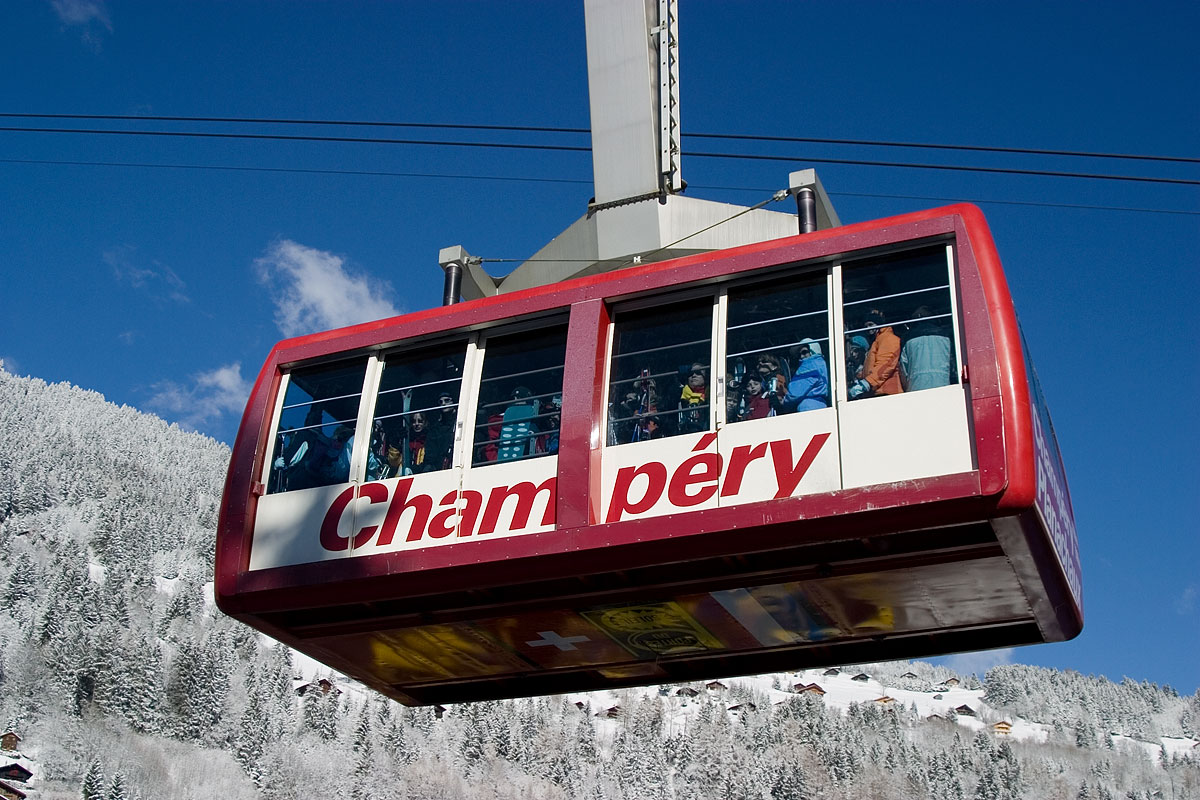
Luftseilbahn Champéry
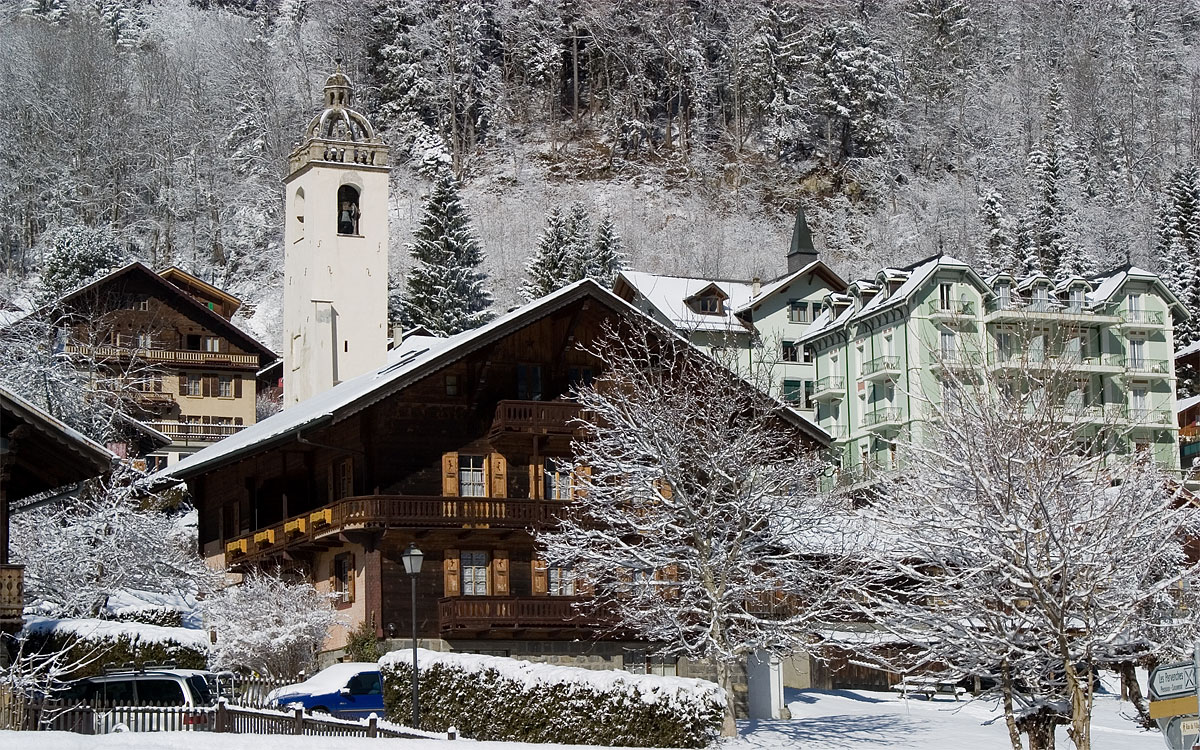
Dorfmitte von Champéry
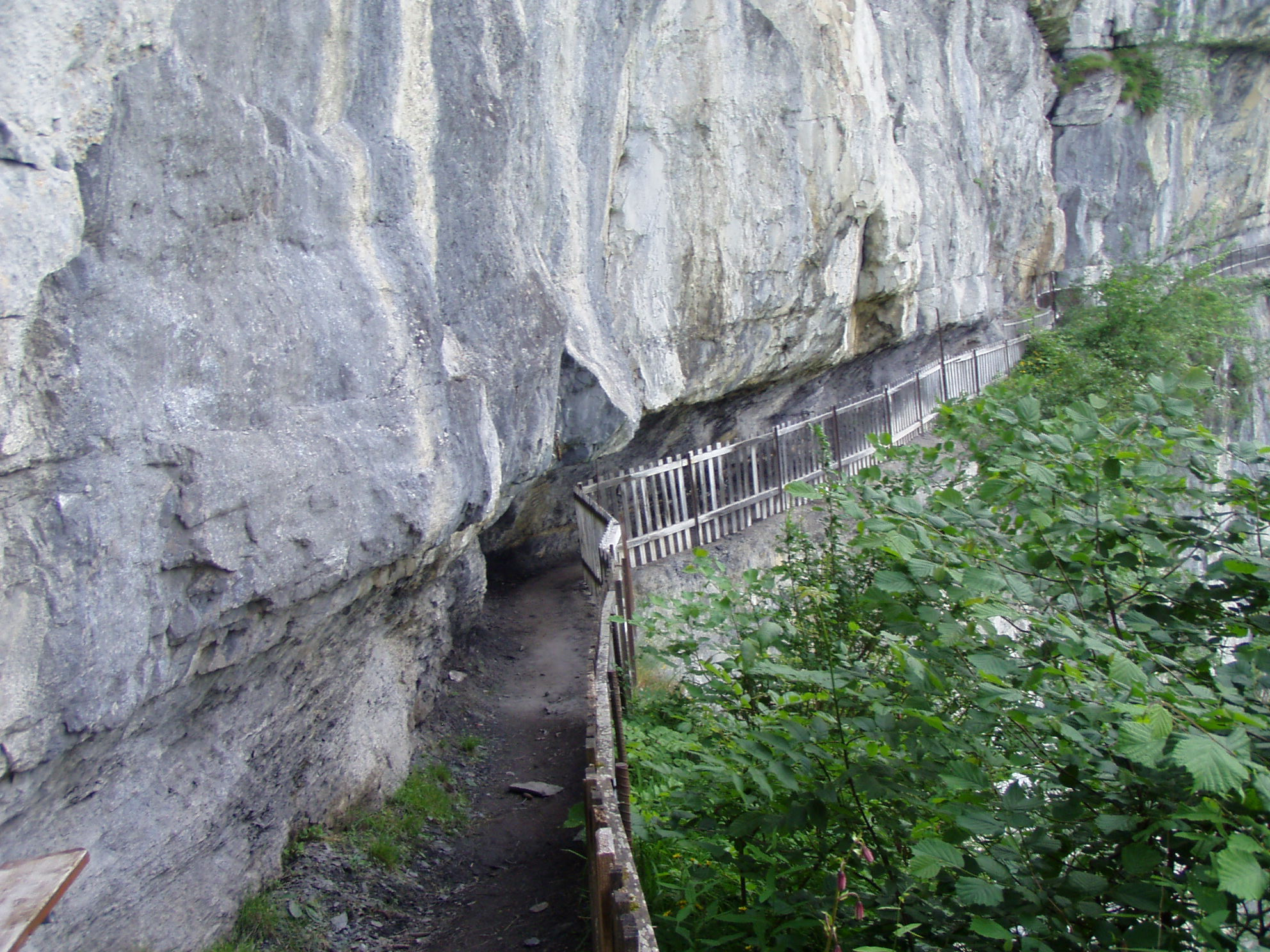
Galerie Défago
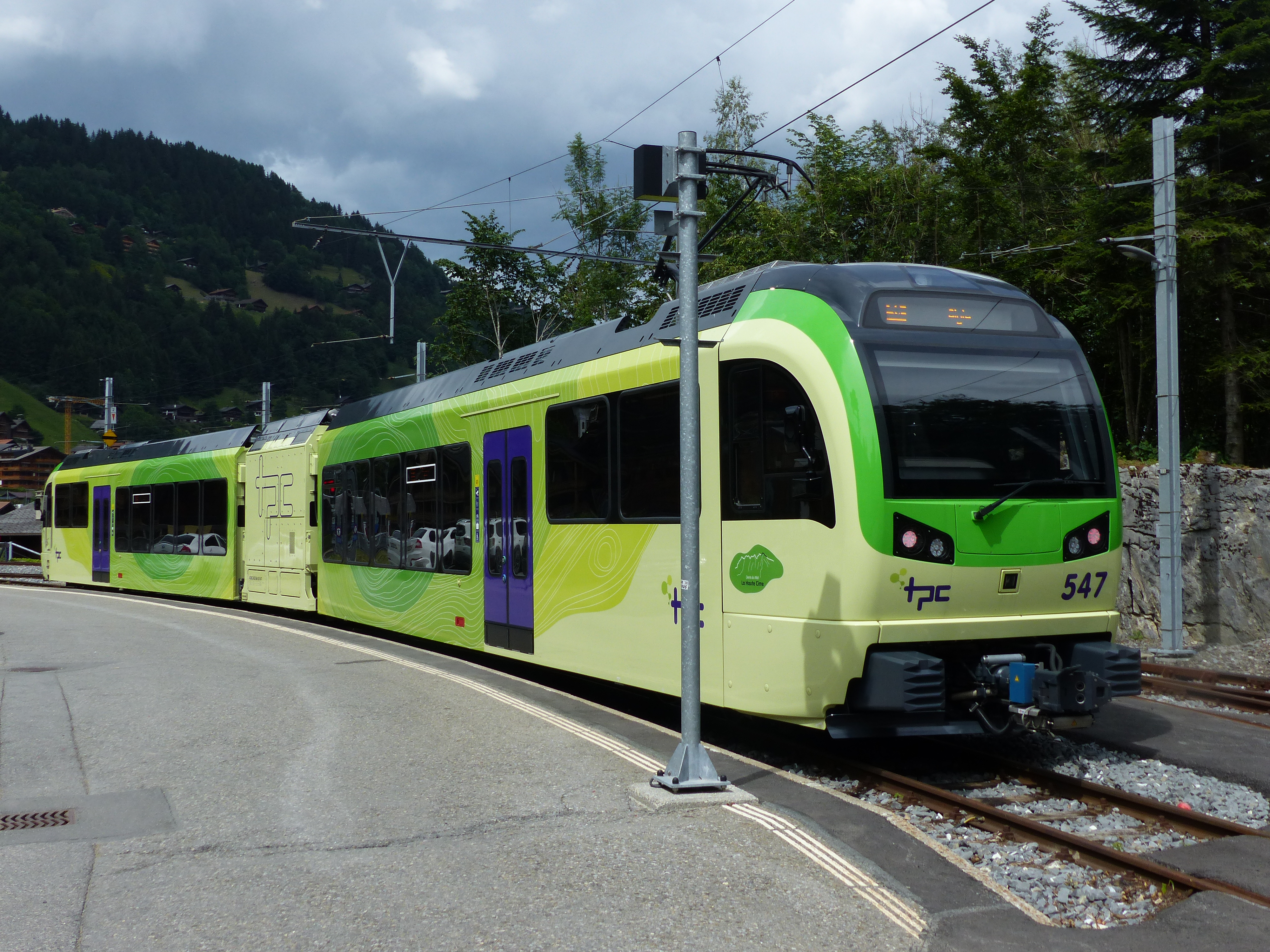
Bahnstation Champéry
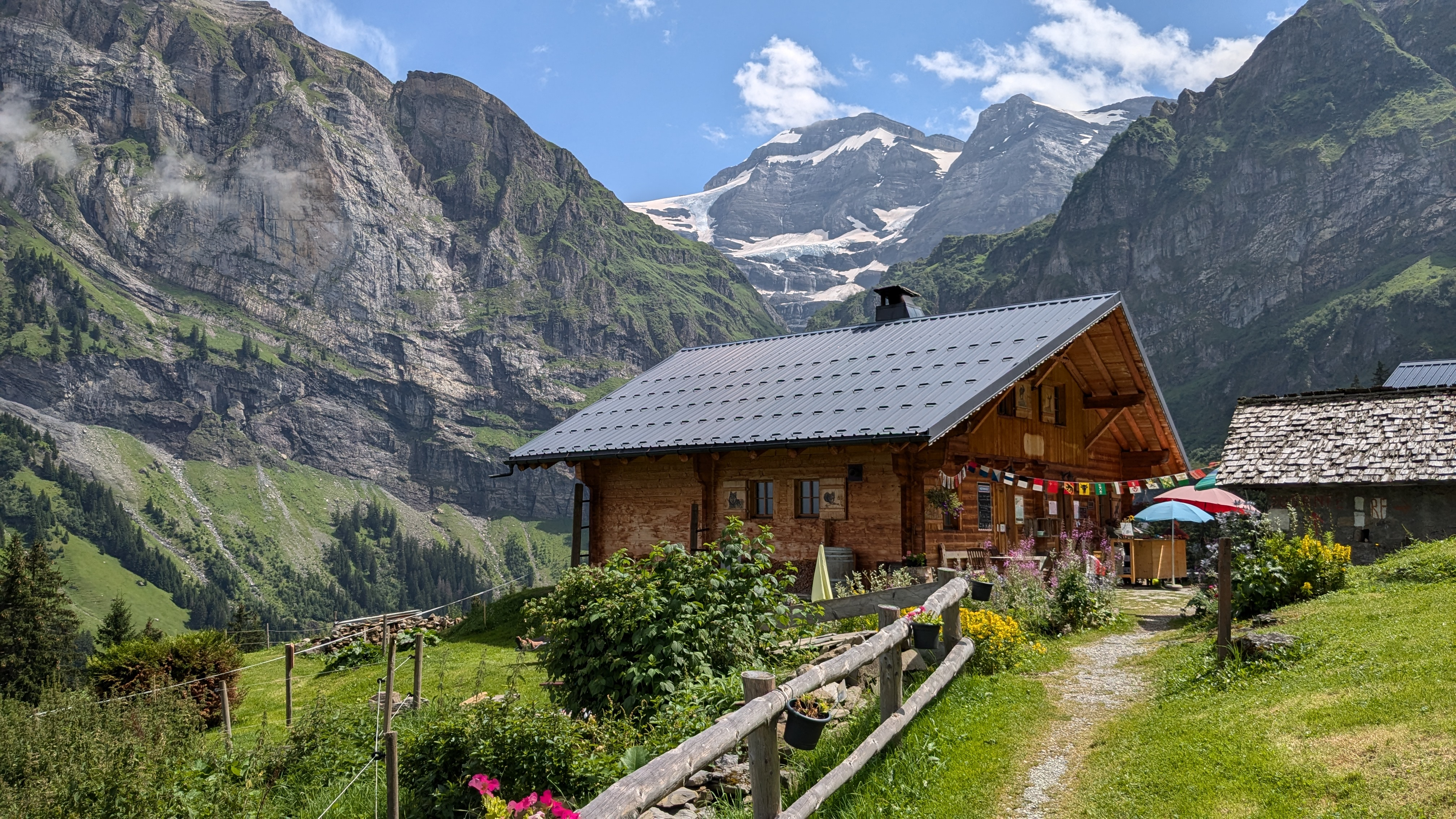
Refuge de Bonavau